# 4 × 100 meter stafett för herrar i friidrott vid olympiska sommarspelen 2016
Herrarnas 4 x 100 meter stafett vid olympiska sommarspelen 2016, i Rio de Janeiro i Brasilien avgjordes den 18-19 augusti på Estádio Olímpico João Havelange.

## Medaljörer
| Spel                  | Guld                                                                                    | Silver                                                      | Brons                                                                     |
| 4 x 100 meter stafett | Jamaica                                                                                 | Japan                                                       | Kanada                                                                    |
| 4 x 100 meter stafett | Asafa Powell Yohan Blake Nickel Ashmeade Usain Bolt Jevaughn Minzie* Kemar Bailey-Cole* | Ryota Yamagata Shota Iizuka Yoshihide Kiryu Asuka Cambridge | Akeem Haynes Aaron Brown Brendon Rodney Andre De Grasse Mobolade Ajomale* |

## Resultat

### Kval

#### Heat 1
| Placering | Bana | Nation                  | Tävlande                                                                    | Tid   | Noteringar |
| --------- | ---- | ----------------------- | --------------------------------------------------------------------------- | ----- | ---------- |
| 1         | 3    | USA                     | Mike Rodgers, Christian Coleman, Tyson Gay, Jarrion Lawson                  | 37,65 | Q, SB      |
| 2         | 4    | Kina                    | Tang Xingqiang, Xie Zhenye, Su Bingtian, Zhang Peimeng                      | 37,82 | Q, AR      |
| 3         | 2    | Kanada                  | Akeem Haynes, Aaron Brown, Brendon Rodney, Mobolade Ajomale                 | 37,89 | Q, SB      |
| 4         | 6    | Turkiet                 | Izzet Safer, Jak Ali Harvey, Emre Zafer Barnes, Ramil Guliyev               | 38,30 | NR         |
| 5         | 7    | Frankrike               | Marvin René, Stuart Dutamby, Mickael-Meba Zeze, Jimmy Vicaut                | 38,35 | SB         |
| 6         | 8    | Antigua och Barbuda     | Chavaughn Walsh, Cejhae Greene, Jared Jarvis, Tahir Walsh                   | 38,44 | SB         |
| 7         | 5    | Saint Kitts och Nevis   | Jason Rogers, Kim Collins, Allistar Clarke, Antoine Adams                   | 39,81 |            |
| –         | 1    | Dominikanska republiken | Mayobanex de Oleo, Yohandris Andújar, Stanly del Carmen, Yancarlos Martinez | DQ    | R 162,7    |

#### Heat 2
| Placering | Bana | Nation              | Tävlande                                                                    | Tid   | Noteringar |
| --------- | ---- | ------------------- | --------------------------------------------------------------------------- | ----- | ---------- |
| 1         | 6    | Japan               | Ryota Yamagata, Shota Iizuka, Yoshihide Kiryu, Asuka Cambridge              | 37,68 | Q, AR      |
| 2         | 3    | Jamaica             | Jevaughn Minzie, Asafa Powell, Nickel Ashmeade, Kemar Bailey-Cole           | 37,94 | Q, SB      |
| 3         | 7    | Trinidad och Tobago | Keston Bledman, Rondel Sorrillo, Emmanuel Callender, Richard Thompson       | 37,96 | Q, SB      |
| 4         | 1    | Storbritannien      | Richard Kilty, Harry Aikines-Aryeetey, James Ellington, Chijindu Ujah       | 38,06 | q          |
| 5         | 8    | Brasilien           | Ricardo de Souza, Vitor Hugo dos Santos, Bruno de Barros, Jorge Vides       | 38,19 | q          |
| 6         | 4    | Tyskland            | Julian Reus, Sven Knipphals, Robert Hering, Lucas Jakubczyk                 | 38,26 |            |
| 7         | 5    | Kuba                | César Ruiz, Roberto Skyers, Reynier Mena, Yaniel Carrero                    | 38,47 |            |
| 8         | 2    | Nederländerna       | Solomon Bockarie, Hensley Paulina, Liemarvin Bonevacia, Giovanni Codrington | 38,53 |            |

### Final
| Placering | Bana | Nation              | Tävlande                                                              | Tid   | Noteringar |
| --------- | ---- | ------------------- | --------------------------------------------------------------------- | ----- | ---------- |
| 1         | 4    | Jamaica             | Asafa Powell, Yohan Blake, Nickel Ashmeade, Usain Bolt                | 37,27 | SB         |
| 2         | 5    | Japan               | Ryota Yamagata, Shota Iizuka, Yoshihide Kiryu, Asuka Cambridge        | 37,60 | AR         |
| 3         | 7    | Kanada              | Akeem Haynes, Aaron Brown, Brendon Rodney, Andre De Grasse            | 37,64 | NR         |
| 4         | 6    | Kina                | Tang Xingqiang, Xie Zhenye, Su Bingtian, Zhang Peimeng                | 37,90 |            |
| 5         | 1    | Storbritannien      | Richard Kilty, Harry Aikines-Aryeetey, James Ellington, Adam Gemili   | 37,98 |            |
| 6         | 2    | Brasilien           | Ricardo de Souza, Vitor Hugo dos Santos, Bruno de Barros, Jorge Vides | 38,41 |            |
| –         | 8    | Trinidad och Tobago | Keston Bledman, Rondel Sorrillo, Emmanuel Callender, Richard Thompson | DQ    | R 163,3a   |
| –         | 3    | USA                 | Mike Rodgers, Justin Gatlin, Tyson Gay, Trayvon Bromell               | DQ    | R 170,7    |